# AlpspiX
AlpspiX es una plataforma de observación de acero que se encuentra a una altitud de aproximadamente 2050 metros sobre el nivel del mar en el Osterfelderkopf, una cumbre secundaria de 2057 metros de altitud del Alpspitze. Cuenta con brazos flotantes y transitables cubiertos con rejillas, que ofrecen una vista del valle Höllental, a unos 1000 metros más abajo. La construcción se encuentra a unos 20 metros por encima de la estación de montaña del Alpspitzbahn y está abierta al público y de forma gratuita desde el 4 de julio de 2010. Al mismo tiempo que el Alpspix, se inauguró en las inmediaciones un sendero circular de 700 metros de longitud, el "Sendero de Aventuras en la Cumbre".

## Controversia

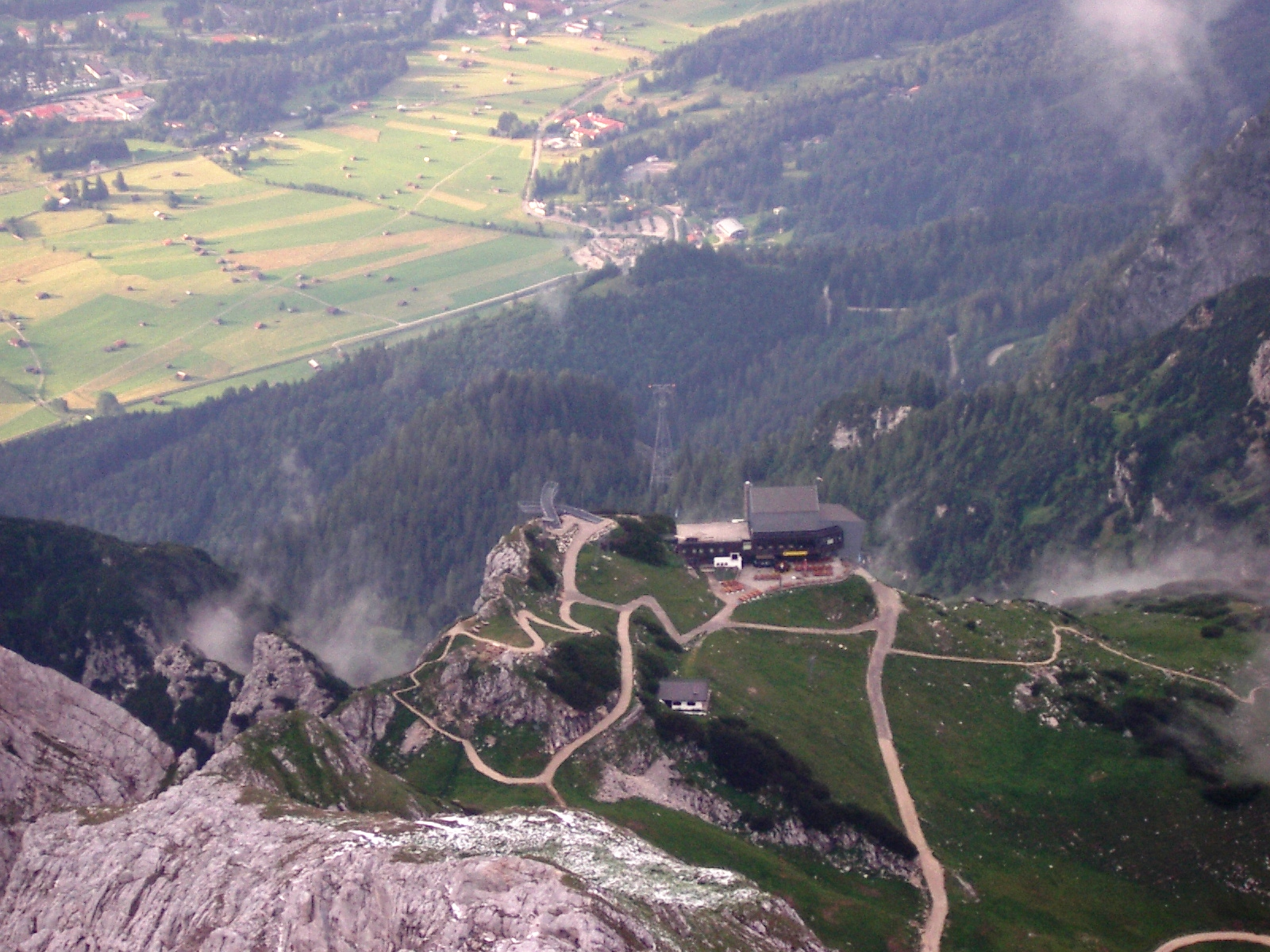
AlpspiX y la estación de montaña de Alpspitzbahn vistos desde la vía ferrata Alpspitz.

Naturschutzbund Deutschland se opuso a la construcción de AlpspiX, alegando que reducía la belleza natural de las montañas. El escalador alemán Stefan Glowacz participó en las protestas contra AlpspiX, portando pancartas que decían «Nuestras montañas no necesitan potenciadores del sabor». Las acciones se llevaron a cabo con la participación de la rama alemana de la organización ambientalista Mountain Wilderness. La Asociación Alpina Alemana declaró que la experiencia de las montañas y no solo la atracción turística debería ser el foco, prefiriendo el desarrollo de senderos de escalada más naturales en lugar de las plataformas de acero de AlpspiX.
Los promotores del proyecto, entre ellos el gobernador de Alta Baviera, Christoph Hillenbrand, afirmaron que la nueva plataforma contribuiría en gran medida a aumentar el atractivo de las montañas de Wetterstein. Los portavoces de AlpspiX también afirmaron que la plataforma y el sendero de aventuras a la cumbre harían que las montañas fueran más accesibles.